# Maladera krueperi
Maladera krueperi är en skalbaggsart som beskrevs av Rudolph Petrovitz 1969. Maladera krueperi ingår i släktet Maladera och familjen Melolonthidae. Inga underarter finns listade i Catalogue of Life.